# Vol a la Lluna
Per fer un llançament destinat a la Lluna s'ha de tenir en compte, entre d'altres, els següents factors: la finestra de llançament, la velocitat inicial i l'angle d'elevació, ja que d'ells dependrà la durada del vol, així com el moment i el lloc d'arribada a la Lluna, podent ser aquest en una zona fosca o il·luminada depenent de la fase lunar.

a)Propulsor, b)Mòdul lunar, 1)Perigeu, 2)Finestra de llançament, 3)Apogeu, 4)Equilibri de gravetats, A)Enlairament, B)LOR, C)Trajecte, D)Òrbita a la Lluna, I)Allunatge, F)Impacte directe, G)Retorn, H)Rotació terrestre.

Una missió destinada a arribar a la Lluna disposa d'un nombre il·limitat de rutes d'aproximació. El tipus de trajectòria dependrà de l'objectiu final que s'assigni a la missió lunar, variant aquell si el que es desitja és circumval·lar el satèl·lit, orbitar-lo, impactar en ell o allunar de forma suau.
Hi ha dues úniques modalitats de viatge: una mitjançant un ascens directe des de la superfície del nostre planeta, i una altra mitjançant un llançament des de la Terra amb posterior satel·lització terrestre intermèdia, denominada tècnicament LOR (Lunar orbit rendezvous) o òrbita d'aparcament.
La primera variant, la del vol directe, suposa un estalvi considerable en combustible, si bé també augmenta la possibilitat que la nau efectuï la sortida de l'atmosfera amb errors de direcció o velocitat que puguin fer fracassar la missió.
La segona modalitat de vol, mitjançant una satel·lització terrestre, permet rectificar els possibles errors de direcció o velocitat abans d'abandonar l'òrbita terrestre, amb més garanties d'èxit, i és per això el que es va fer servir a les missions Apol·lo.
Si el que es desitja és aconseguir un impacte directe a la superfície lunar, la forma més econòmica i segura és fent el llançament amb una velocitat inicial justa, de manera que s'arribi amb velocitat gairebé nul·la a la línia en què s'equilibren les forces gravitatòries de la Lluna i de la Terra, denominat punt neutre, per, una vegada atret pel camp gravitatori lunar, impactar en ella a una velocitat final de l'ordre dels 2.388 m/s (8.596,8 km/h).
Suposant que es volgués fer un vol directe sense correccions intermèdies a la Lluna mitjançant el sistema LOR, partint d'una òrbita terrestre situada a 600 quilòmetres d'altura, la velocitat que s'hauria d'aplicar al vehicle seria de l'ordre de 10.666,6 m/s (uns 38.400 km/h), sent llavors la trajectòria el·líptica els primers 2 dies, deixant-se sentir els efectes de la gravetat lunar a partir de l'últim mig dia.
Aquest tipus de vol requeriria d'una precisió gairebé absoluta, bastant així una petita variació de +15,27 m/s (55 km/h) o -11,11 m/s (-40 km/h) en la velocitat inicial perquè l'impacte resultés erroni (una desviació d'1 m/s -3,6 km/h- en la velocitat inicial suposa una desviació en el punt d'impacte previst de l'ordre de 250 quilòmetres).
Per evitar aquest tipus d'errors seria convenient augmentar la velocitat inicial, aconseguint amb això una trajectòria més tensa i com a conseqüència un viatge més curt, això sí, afinant més en l'angle de llançament, ja que si per a les velocitats mínimes l'angle de tolerància és d'uns 4 graus més o menys, per a velocitats més altes l'error es redueix a només mig grau.
La durada del viatge a la Lluna depèn de la velocitat inicial que s'apliqui a la nau. Així el viatge de major durada tindrà lloc si s'aplica una trajectòria amb la mínima velocitat inicial possible, tenint de mitjana una durada d'unes 132 hores (5,5 dies).
| Velocitat Inicial (km/h) | Durada del viatge (en dies) | Durada del viatge (en hores) |
| ------------------------ | --------------------------- | ---------------------------- |
| 38.200                   | 5,3                         | 128                          |
| 38.400                   | 2,3                         | 56                           |
| 39.000                   | 1,5                         | 36                           |
| 39.500                   | 1,3                         | 31                           |
| 40.600                   | 1,0                         | 24                           |

Si es desitja fer un vol circumlunar, és a dir, que s'apropi a la Lluna, la circumval·li i torni a la Terra, és necessari projectar una òrbita el·líptica amb una gran excentricitat que intercepti a la trajectòria del nostre satèl·lit lleugerament per davant seu. Una vegada arribat a aquest punt, serà el camp gravitatori lunar l'encarregat d'arrossegar el vehicle fent-lo descriure una trajectòria corba i tornar de nou en direcció a la Terra.
En els vols destinats a orbitar la Lluna o a un descens suau, cal que el vehicle compti amb un sistema de frenat que redueixi la velocitat final de la nau. Si la finalitat és la satel·lització, la velocitat ha de ser reduïda fins a un valor inferior al de fuita lunar, que és de l'ordre de 1.194,4 m/s (4.300 km/h), ja que una velocitat reduïda en excés obligaria al vehicle a caure cap a la superfície lunar.
Una vegada allunat, la tornada des de la superfície lunar planteja problemes similars als del viatge d'anada, podent fer-se directament o bé mitjançant una satel·lització intermèdia.

## Vol de retorn
La velocitat inicial pel vol directe de retorn varia entre els 3.055,5 m/s i els 4.583,3 m/s (11.000 i 16.500 km/h), amb valors mitjans de tolerància de 0,4 m/s (1.645 km/h) i +-5 graus de direcció.
Perquè el vehicle llançat en un retorn directe aterri en un punt determinat, s'haurà de controlar perfectament la velocitat inicial del mòdul i l'angle d'aproximació, ja que de no fer-ho així el moviment del nostre planeta desviarà el punt de descens.
Aquests problemes s'anul·len si el vehicle disposa d'un sistema de frenat que corregeixi aquestes desviacions, ja que l'angle d'aproximació a les capes altes de l'atmosfera deu ser correcte si es desitja aconseguir la denominada finestra de reentrada.